# Dominik Schulz
Dominik Schulz (* 16. März 1992 in München) ist ein ehemaliger deutscher Tennisspieler.

## Karriere
Dominik Schulz Vater, Karsten Schulz, ist ebenfalls ein ehemaliger Tennisprofi. Als Junior erreichte Schulz einige vielversprechende Ergebnisse. Er stand unter anderem 2009 im Einzel-Halbfinale der French Open sowie 2010 im Finale der Australian Open im Doppel. Seine Höchstposition in der Junioren-Rangliste war ein zehnter Rang im Juni 2009.
Bei den Profis gelangen ihm in seiner Karriere fünf Doppelsiege auf der Future Tour, er konnte im Einzel nie einen Titel gewinnen. Sein bestes Abschneiden bei einem Challengerturnier war das Doppelhalbfinale in Fürth 2013. Seinen einzigen Auftritt auf der ATP World Tour hatte er zusammen mit Richard Becker beim Power Horse Cup in Düsseldorf im Mai 2013. Dort verloren sie ihre Erstrundenpartie gegen Frederik Nielsen und André Sá mit 2:6 und 2:6. 2014 spielte er sein letztes Profiturnier.
Bei den 2018 erstmals ausgetragenen Isar Open in Pullach im Isartal, einem Turnier der höchsten Challenger-Turnierkategorie, übernahm Schulz die Rolle des Turnierdirektors.